# Evandro Ayres
Evandro Ayres de Moura (Piancó, 18 de junho de 1923 – local não informado, 14 de fevereiro de 2004) foi um advogado, professor e político brasileiro que foi prefeito de Fortaleza durante o governo Adauto Bezerra.

## Dados biográficos
Filho de Atilano de Moura Alves e Anatildes Aires de Moura. Tornou-se funcionário do Banco do Brasil em 1947 nele trabalhando por trinta e um anos, chegando ao posto de gerente em Fortaleza e Maranguape. Advogado formado na Universidade Federal do Ceará em 1951, foi membro do Conselho de Economia do Ceará, professor da Escola de Administração da Universidade Federal do Ceará, vice-presidente do Fortaleza Esporte Clube, presidente da Associação Comercial do Ceará e foi presidente do Banco do Estado do Ceará no governo César Cals.
Sua estreia política ocorreu como prefeito nomeado de Fortaleza no governo Adauto Bezerra sendo eleito deputado federal pela ARENA em 1978 e reeleito pelo PDS em 1982 e como parlamentar ausentou-se da votação da emenda Dante de Oliveira e votou em Tancredo Neves no Colégio Eleitoral. Candidato a reeleição pelo PFL em 1986, obteve uma suplência. Retornou à iniciativa privada como diretor do Banco Industrial e Comercial (BIC Banco) do Ceará, cargo do qual se afastou em 1993.